# 一战时德意志帝国占领下的爱沙尼亚
爱沙尼亚在第一次世界大战后期被德意志帝国军事占领。

## 佔領過程

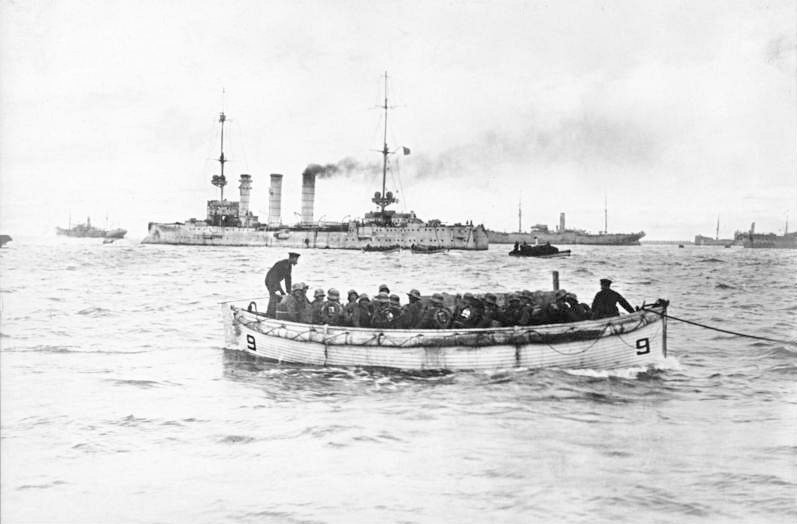
進軍萨雷马岛的德國艦艇。

1917年10月11日至21日，德意志帝国军队占领了西爱沙尼亚群岛。
在就布列斯特-立托夫斯克条约进行谈判时，爱沙尼亚的战斗停止了。此前的谈判在1918年2月破裂，为了向苏俄布尔什维克新政权施加压力，要求其签署《布列斯特-立托夫斯克条约》，德国人于1918年2月18日登陆爱沙尼亚大陆并进军哈普萨卢于1918年2月21日。
德军于2月22日占领了瓦尔加，并于2月24日占领了派尔努（佩尔瑙）、维尔扬迪（费林）和塔尔图（多尔帕特）。塔林（雷瓦尔）于1918年2月25日被占领，而在爱沙尼亚大陆的其他地区，德军占领的最后一个城镇是1918年3月4日的纳尔瓦。
德国的军队终结了1918年2月24日在塔林宣布该国独立的爱沙尼亚临时政府，以及爱沙尼亚剩余的布尔什维克赤衛隊。1918年3月5日，最后一批苏俄赤衛隊越过了纳尔瓦河逃回俄罗斯。

## 佔領之後
阿道夫·冯·萨肯道夫（Adolf von Seckendorff）中将于1918年2月28日抵达塔林。他曾担任西爱沙尼亚群岛德国军事管理局首领的第3指挥官。1918年晚些时候，随着《布列斯特-利托斯克条约》的签署，俄罗斯布尔什维克政府放弃了对爱沙尼亚的所有主权主张，正式赋予德意志帝国吞并爱沙尼亚或在爱沙尼亚建立附庸国的权利。爱沙尼亚成为了德国東部領地（库尔兰、爱沙尼亚、利沃尼亚、薩雷馬和里加的军事行政机构）的一部分，直到1918年11月第一次世界大战结束。